# 小行星114156
小行星114156（114156 Eamonlittle）是一颗绕太阳运转的小行星，为主小行星带小行星。该小行星于2002年11月发现。
該小行星以愛爾蘭天文學家伊蒙·利特爾（Eamon Little）命名。

## 轨道参数
小行星114156的轨道半长轴为437 643 670 km（2.9254256 UA），离心率为0.014。